# Kyle Redmond-Jones
Kyle Redmond-Jones (6 de março de 1986) é um ator britânico.

## Filmografia
| Ano  | Título original             | Título no Brasil | Título em Portugal          | Papel         | Notas            |
| ---- | --------------------------- | ---------------- | --------------------------- | ------------- | ---------------- |
| 2008 | Dis/Connected               |                  |                             | Oliver        | telefilme        |
| 2008 | The Edge of Love            | Amor Extremo     | No Limite do Amor           | Jovem soldado |                  |
| 2008 | Merlin, episódio Excalibur  |                  |                             | Sir Owain     | série televisiva |
| 2009 | Star Crossed - Amor em Jogo |                  | Star Crossed - Amor em Jogo | Paul Collins  | filme português  |
| 2012 | Parade's End                |                  |                             | O'Nine Morgan | Ep. 4            |
| 2012 | Wrong Turn 5: Bloodlines    |                  |                             | Deputy Biggs  |                  |